# Tone Fajfar
Tone Fajfar - Gašper, slovenski partizan, politik in prvoborec, * 20. februar 1913, Spodnji Brnik, † 12. december 1981, Ljubljana.
Rodil se je kot Anton Fajfar očetu bajtarju Antonu st. in materi Katarini (rojena Pavlič).
Po poklicu je bil tipograf v Jugoslovanski tiskarni. 1935 je bil izvoljen v vodstvo krščanskosocialistične Jugoslovanske strokovne zveze, 1936 za tajnika načelstva JSZ v Ljubljani; 1939 postal urednik Delavske pravice in odgovorni urednik Slovenije. Sodeloval je pri oblikovanju akcijskega sporazuma s KPS. Na ustanovnem sestanku OF aprila 1941 je bil predstavnik skupine krščanskih socialistov ter postal član Izvršnega odbora Osvobodilne fronte slovenskega naroda (IOOF) in njegovega sekretariata; najprej je bil ilegalec v Ljubljani, maja 1942 pa je prešel na osvobojeno ozemlje na Kočevskem, kjer je postal poverjenik za prehrano Narodnoosvobodilnega sveta za osvobojrno ozemlje. Po naročilu IO OF je jeseni 1942 je sestavil teze za oblikovanje Delavske enotnosti (DE), ki sta jih v imenu krščanskosocialistične skupine podpisala z Edvardom Kocbekom. Po ustanovtvi DE je prevzel urejanje njenega glasila Delavska enotnost. Skupaj s Kocbekom in Marijanom Brecljem je bil januarja 1943 avtor 6. okrožnice aktivistom krščanske skupine glede razvoja krščanskosocialistične skupine do vstopa v OF in njene vloge v njej ter sodeloval tudi pri Dolomitski izjavi ustanovnih skupin v OF. Kot odposlanec se je udeležil Zbora odposlancev slovenskega naroda v Kočevju, kjer je bil izvoljen za člana Predsedstva SNOO (oz. SNOS 1944). Na 2. zasedanju AVNOJa novembra 1943 je bil izvoljen v njegovo predsedstvo; kot delegat IO OF je odšel v Otočac in 1944 v Topusko na zasedanje ZAVNOH-a. Od jeseni 1944 je delal v Beogradu, kjer je januarja 1945 sodeloval pri ustanovitvi Enotnih sindikatov Jugoslavije, februarja pa se je kot delegat udeležil svetovne sindikalne konference v Londonu. Maja 1945 je postal minister za gozdarstvo, trgovino in lesno industrijo v slovenski narodni vladi in bil 17 let njen minister oz. član Izvršnega sveta; sprva tudi član Prezidija Ljudske skupščine LRS in do 1958 zvezni poslanec, poslanec Skupščine SRS do 1967 ter predsednik zvezne obrtne zbornice. Leta 1946 je tudi formalno vstopil v KP in bil član CK KPS/ZKS (1959-68) ter do smrti član vodstev SZDL Slovenije in Jugoslavije, od 1974 pa tudi član Sveta republike in Sveta federacije.
Ob izključevanju Kocbeka iz političnega življenja (zaradi njegovih kritičnih misli v internih političnih posvetovanjih in novel Stah in pogum) v začetku 50. let je med prvimi napadel Kocbeka in tudi kasneje sodeloval pri zavračanju Kocbekovih stališč ob novi Kocbekovi "aferi" v zvezi z intervjujem o povojnih pobojih (1975). 
Ukvarjal se je s publicistiko, predvsem v zvezi z zgodovinskimi vprašanji vloge slovenskih krščanskih socialistov v OF. Bil je med ustanovitelji Prešernove družbe in predsednik upravnega odbora Prešernovega sklada (v tej vlogi je mdr. 1964 podelil svojemu nekdanjemu "kolegu" Edvardu Kocbeku Prešernovo nagrado).
Objavil spomine in partizanski dnevnik Odločitev (1966, 1981). 

## Odlikovanje
- red narodne osvoboditve
- red bratstva in enotnosti I. stopnje
- partizanska spomenica 1941